# 말리나 조시
말리나 조시(네팔어: मलिना जोशी, 1989년 1월 27일 ~ )는 네팔의 배우이다. 2011 미스 월드 대회에 네팔 대표로 참가해 최종 4위를 한 경력이 있다. 2013년 슈퍼탤런트 오브 더 월드 대회에 탑7을 차지했다.